# Sverige under första världskriget
Sverige under första världskriget behandlar Sveriges historia under första världskriget, åren 1914 till 1918.

## Bakgrund
Sverige liksom Danmark och Norge förklarade sig vara neutrala under första världskriget. Finland tillhörde Tsarryssland sedan 1809, vilket innebar att Sverige hade en landgräns gemensam med en av de krigförande stormakterna. Dit hörde även Åland som dock sedan Krimkriget hade en särställning som en demilitariserad zon.
I Sverige hade man ännu Unionsupplösningen med Norge år 1905 i färskt minne, vilket påverkade försvarets utformning.
Åren före första världskriget hade försvarsfrågan vållat en het debatt. Regeringen Staaff II:s linje hade gett upphov till demonstrationer mot regeringen i form av Svenska pansarbåtsföreningen och till Bondetåget, som framtvingade Staaffs avgång, varefter kung Gustav V utsåg Hjalmar Hammarskjöld till statsminister.

## Svensk neutralitet och mobilisering
Sveriges statsministrar 1914-1918

### Neutralitetsförklaring
Den Hammarskjöldska ministären, som hade bildats för att lösa försvarsfrågan, ställde efter försvarsfrågans avgörande sina ämbeten till kungens förfogande, men på kungens anmodan kvarstannade samtliga statsråd för att fullfölja redan påbörjade åtgärder till att upprätthålla rikets neutralitet och möta alla de svårigheter som första världskriget beredde även neutrala stater och inte minst Sverige. Någon särskild önskan från vänsterpartierna att bli representerade i regeringen uttalades då inte. Sverige utfärdade med riksdagens enhälliga godkännande en neutralitetsförklaring för kriget mellan Österrike-Ungern och Serbien den 31 juli och senare den 8 augusti för det utvidgade kriget utan att närmare ange vilka stater som berördes. Likalydande danska och norska utfärdades samtidigt.
Med hänsyn till Sveriges och Norges geografiska läge kände man i båda länderna ett behov av att även fastslå den inbördes fredsviljan inom halvön. För Sveriges del skedde detta genom ett uttalande från utrikesminister Knut Wallenberg den 8 augusti i riksdagens båda kamrar, att "de båda regeringarna utväxlat bindande försäkringar i syfte att förhindra, att krigstillståndet i Europa skulle kunna medföra, att det ena riket vidtoge fientliga åtgärder mot det andra". Som bevis för endräkten mellan de tre skandinaviska rikena beslutade deras kungar senare under året, på inbjudan av Gustav V, att mötas i Malmö den 18–19 december – det så kallade trekungamötet. De tre monarkerna åtföljdes av sina utrikesministrar, och man begagnade mötesdagarna för att diskutera lösningar för att begränsa de ekonomiska svårigheter som kriget vållade de tre länderna.
Vid krigsutbrottet florerade rykten om att Sverige dragits in i striderna. Det talades om ett bombardemang av Uddevalla och Karlskrona samt att Tyskland hade riktat krav om att Sverige skulle sluta upp på tysk sida.
Senare yrkade ett fåtal så kallade aktivister ur olika partier (även det socialistiska) offentligt (i skriften Sveriges utrikespolitik i världskrigets belysning) Sveriges deltagande i kriget på centralmakternas sida, men i riksdagen 1915 tog samtliga partiledare å sina partiers vägnar bestämt avstånd från detta. "Aktiviströrelsen" föranledde ett par uteslutningar ur socialdemokratiska partiet. Det skulle dock dröja till den 17 maj 1916 innan neutralitetslinjen blev fastslagen i bägge kamrar. En förklaring till att neutraliteten inte fastslogs snabbare var att det fanns en stark tyskvänlig opinion hos allmänheten och den var särskilt framträdande hos officerskåren, kungafamiljen och regeringen. Flera svenska högertidningar propagerade dessutom öppet mot neutralitetspolitiken. Under 1916 skakades landet av en kontroversiell rättegång, den så kallade förräderiprocessen, där tre framträdande socialister anklagades för landsförräderi då de diskuterat en storstrejk vid ett eventuellt svenskt inträde i kriget på centralmakternas sida. Rättegången uttryckte delvis vad den tyskvänliga opinionen tyckte om de så kallade försvarsfienderna inom vänstern.

### Mobilisering
Till skydd för neutraliteten inkallades kort efter krigets början beväringen och vissa klasser av landstormen. Flottans fartyg förlades längs kusterna för att hindra kränkning av neutraliteten på svenskt område. Exportförbud för vapen, ammunition och annan direkt krigsmateriel utfärdades, och även transitering av sådana varor förhindrades. Småningom utfärdades även exportförbud på en hel mängd andra varor, i första rummet livsmedel, men licenser medgavs i många fall.

### Neutralitetsvakten

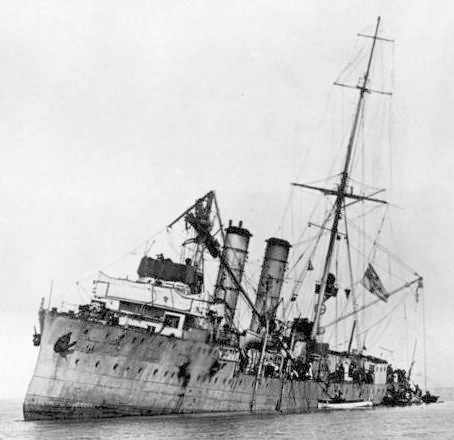
Den tyska minkryssaren på grund vid Gotland efter ett slag 1915.

Svenska regeringen hävdade kraftigt folkrättens grundsatser och en handelspolitisk neutralitet. Gång på gång måste Sverige beivra neutralitetskränkningar från de krigförandes sida. Under 1915 jagade ryska kryssare den 2 juli in den tyska minkryssaren Albatross på svenskt territorialvatten vid Gotland och fortsatte beskjutningen på svenskt vatten. Den 11 oktober angrep och utplundrade en engelsk ubåt den tyska ångaren Germania på svenskt vatten vid Kristianopel. Den 21 november 1915 blev den svenska ubåten Hvalen på svenskt vatten, under befäl av kapten Birger Zander, beskjuten av en bestyckad tysk trålare nära Abbekås udde, varvid den svenske flaggstyrmannen A.M. Sellin sårades till döds. Den 20 december tog två tyska kanonbåtar det svenska ångfartyget Argo nära Utlängan på svenskt område. Under år 1916 sänkte en engelsk ubåt den 19 juni den tyska ångaren Ems på svenskt vatten. Ryska torpedbåtar uppbringade den 11 juli de tyska ångfartygen Lissabon och Worms innanför tremilsgränsen (vid Grönskaten, strax utanför Bjuröklubb söder om Skellefteå), torpederade den 16 juli den tyska ångaren Syria med kronolots ombord på svenskt sjöterritorium (vid Grusbottens prick utanför Bjuröklubb) och kapade under svensk flagg den 18 augusti norr om Klecksöarna, nära Husum, den tyska ångaren Desterro (med svensk kronolots ombord). Tyska krigsfartyg uppbringade den 27 juli i Lundåkrabukten de båda engelska ångarna Ambassadör och George Allén samt sänkte den 3 augusti två svenska fartyg som var lastade med trä. Den svenska regeringen avgav allvarliga protester, och i flera fall erhölls full upprättelse och skadeersättning.

### Svenska åtgärder
Strängare svenska neutralitetsregler utfärdades, och de krigförandes ubåtar förbjöds 1916 att utom i vissa undantagsfall att gå i svenskt vatten. För att förebygga neutralitetskränkningar på svenskt territorialvatten iordningställdes Kogrundsrännan i Öresund och förbehölls 14 juli uteslutande svenska fartyg, vilket den 30 augusti 1916 föranledde protester från de italienska, engelska, franska och ryska ministrarna i Stockholm såsom stridande mot sjöfartsfördrag och gynnande tysk sjöfart. Protesterna tillbakavisades i ett kraftigt svar av utrikesministern den 9 september. Mot kompensationer för svenska fartyg fick sommaren 1917 ett antal engelska fartyg, som varit innestängda i ryska hamnar, passera nyssnämnda farled. Stora sträckor av Östersjön, Öresund och Kattegatt minerades av de krigförande och vållade den svenska sjöfarten stora förluster. Tre svenska ångare förolyckades den 6-7 december 1914 på (antagligen tyska) minor, som utan föregående varning lagts ut på den nya traden till den finska hamnen Mäntyluoto, varefter sjötrafiken på Finland för en tid avbröts.
Under kriget närmade sig de tre nordiska länderna varandra, vilket tog sig uttryck i likalydande neutralitetsförklaringar och gemensamma protester mot kaperier samt på kung Gustaf V:s initiativ i trekungamötena i Malmö den 18–19 december 1914 och Kristiania den 28–30 november 1917 samt flera konferenser mellan rikenas stats- och utrikesministrar (9–11 mars 1916 i Köpenhamn, 19–22 oktober s. å. i Kristiania och 9–11 maj 1917 i Stockholm). Likalydande protester avgavs bland annat mot sjökrigsrättens sönderbrytande, Englands förklaring av Nordsjön som militärt område och upphävande av Londondeklarationen, mot engelska och tyska kontrabandsregler samt den 14 februari 1917 mot den tysk-österrikiska avspärrningen av vissa områden i Nordsjön och Atlanten för det oinskränkta ubåtskriget. Regeringen hänvände sig flera gånger även till andra neutrala makter för att uppnå samverkan till att upprätthålla den internationella rättens grundsatser. Då USA, som under hela kriget försett ententen med vapen och ammunition, avslagit en sådan samverkan och anmodat de neutrala att ansluta sig till deras för ententen partiska aktion med hänsyn till det oinskränkta ubåtskriget, beklagade regeringen den 6 februari 1917 att Förenta staternas intressen inte tillåtit dem ansluta sig till dess förslag och avböjde att anta deras förslag, såsom "stående i fullständig strid med de grundsatser, som varit ledande för Sveriges politik".

## Utrikeshandeln

### Sjötrafik
Både Storbritannien och Tyskland förklarade varandras kuster i blockad. Vapenutvecklingen gjorde det inte längre möjligt att bevaka en viss hamn med Örlogsfartyg, utan i stället infördes fjärrblockad med minfält, ubåtar och bevakning med fartyg och flyg, vilket innebar att blockadzonerna kom att omfatta mycket stora områden, bland annat hela Nordsjön. Det innebar att även neutrala hamnar kom att omfattas av blockadzonerna, med åtföljande risker för neutrala fartyg att utsättas för krigshandlingar och uppbringning. De neutrala staterna Danmark, Norge, Sverige och Nederländerna protesterade, men detta brydde sig de krigförande inte om.
Under kriget förlorade den svenska handelsflottan (inklusive minsprängningar efter kriget) 280 fartyg om 291 549 bruttoregisterton. Därvid omkom 794 personer. Dessutom utsattes 81 fartyg om 104 383 BRT för olika typer av skador.

### Posttrafiken
Storbritanniens skärpning av blockaden mot Tyskland och ubåtskriget vållade den neutrala handeln svårigheter. Upprepade svenska underhandlingar med England 1915-1917 om en handelsöverenskommelse nådde inte till något betydande resultat. Englands beslagtagande av 3 000 postpaket med julklappar från Amerika till Sverige ombord på det norska ångfartyget Hellig Olav i Kirkwall och av svensk post till Amerika med Svenska Amerika Liniens ångfartyg S/S Stockholm, som självmant gått in till Kirkwall för att låta undersöka sig, föranledde den svenska regeringen att gripa till repressalier: den kvarhöll tills vidare varor som i postpaket sändes till och från England i transit genom Sverige.
Traktatsvidriga ryska befästningar på Åland väckte mycken oro i Sverige och framkallade en interpellation i riksdagen (se Ålandsfrågan). Sverige uppfyllde till stor kostnad sina traktatsenliga förpliktelser genom att utan ersättning befordra stora mängder postpaket till krigsfångarna och därtill förmedlades genom Röda korsets försorg utväxling av krigsinvalider (totalt 62 597 personer från 1915 till februari 1918) genom särskilda tåg från Sassnitz till Haparanda och tvärtom, varjämte Röda korset överlämnade massor av s.k. "kärleksgåvor" till krigsfångar. Två internationella Röda-kors-kongresser hölls i Stockholm (november 1915 och maj 1916) med representanter från båda de krigförande lägren. Sverige åtog sig att bevaka intressena åt flera krigförande makters undersåtar i fientliga länder, Tysklands intressen i Ryssland samt från april 1917 Österrike-Ungerns i Förenta staterna, varigenom den diplomatiska personalen måste förstärkas ansenligt.

### Varuhandeln
Kristidens svårigheter ökades sedan alltmera. Importen av för landet nödvändiga varor hindrades i hög grad då England och Förenta staterna som villkor för export till Sverige fordrade att i stor utsträckning få disponera svenska fartyg för egna frakter. Efter långvariga förhandlingar av svenska ombud i London slöts i mars 1918 det så kallade modus vivendi-avtalet, enligt vilket Sverige skulle avstå fartyg med 100 000 ton skeppsrum för att obehindrat få införa omkring 75 000 ton varor, varav 25 000 ton råfosfat, 26 000 ton majs, 3 000 ton foderkakor, 15 000 ton mineraloljor och ett större parti kaffe. Förhandlingar om ett tonnageavtal i vida större omfattning pågick sedan, och den 29 maj undertecknades detta i London. I kompensation för andra varor hade Sverige i begränsad mängd kunnat erhålla stenkol med mera från Tyskland och livsmedel från Danmark.

## Kristid och ransoneringar

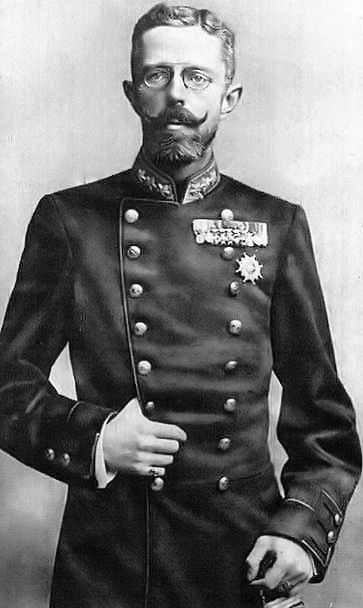
Gustaf V (1858-1950) var svensk kung under första världskriget.

På Sveriges inre förhållanden utövade första världskriget ett betydande inflytande på nästan alla områden och nödvändiggjorde brådskande åtgärder genom en mängd nya lagar och förordningar samt upprättandet av särskilda myndigheter. Moratorium för in- och utländsk gäld samt för försäljning av till konkurs avträdd, utmätt eller pantsatt egendom infördes för första månaderna. Riksbankens skyldighet att inlösa sina sedlar med guld upphävdes, och dess sedelutgivningsrätt utsträcktes; enkronasedlar började åter utges. Till följd av brist på koppar tvingades man slå skiljemynt även av järn. Först utfärdades lag om förfogande över vissa varor vid krig eller krigsfara med rätt för konungen att sätta maximipris på livsmedel, foder, bränsle, beklädnadsvaror och liknande förnödenheter och för länsstyrelse att försälja tredskande innehavares varor av dylikt slag samt för konungen att förordna om sådan varas övertagande av staten mot lösen till fulla värdet. År 1916 avlöstes denna lag av särskilda lagar om maximipris och förfoganderätt, varvid den senare utsträcktes till allehanda andra varor och produktionsmedel. Särskilda lagar mot oskäliga pris och hyror antogs. Genom 1916 års så kallade krigshandelslag bestämdes att utfästelser som inskränkte friheten att exportera eller importera eller inom riket förfoga över varor var ogiltig, om den var eller antogs vara av beskaffenhet att tjäna främmande makts intresse, såvida inte utfästelsen godkänts av K. M:t eller därför upprättad myndighet. Förbud mot att överlåta svenska fartyg till utlänning stadgades. 
Till följd av första världskriget uppstod allmän prisstegring, som inom landet alltmera ökades genom knappheten på importartiklar och svaga skördar, i synnerhet 1917. Prisökningen på de viktigaste nödvändighetsartiklarna utgjorde under kriget till april 1918 103 procent, på vissa varor mångdubbelt. Vissa näringar fick större inkomster än förut, andra vida mindre genom brist på råämnen. Jordbrukarna erhöll högre pris för sina produkter, men måste dyrt betala gödsel och fodermedel, vilka från 1916 knappast kunde importeras.

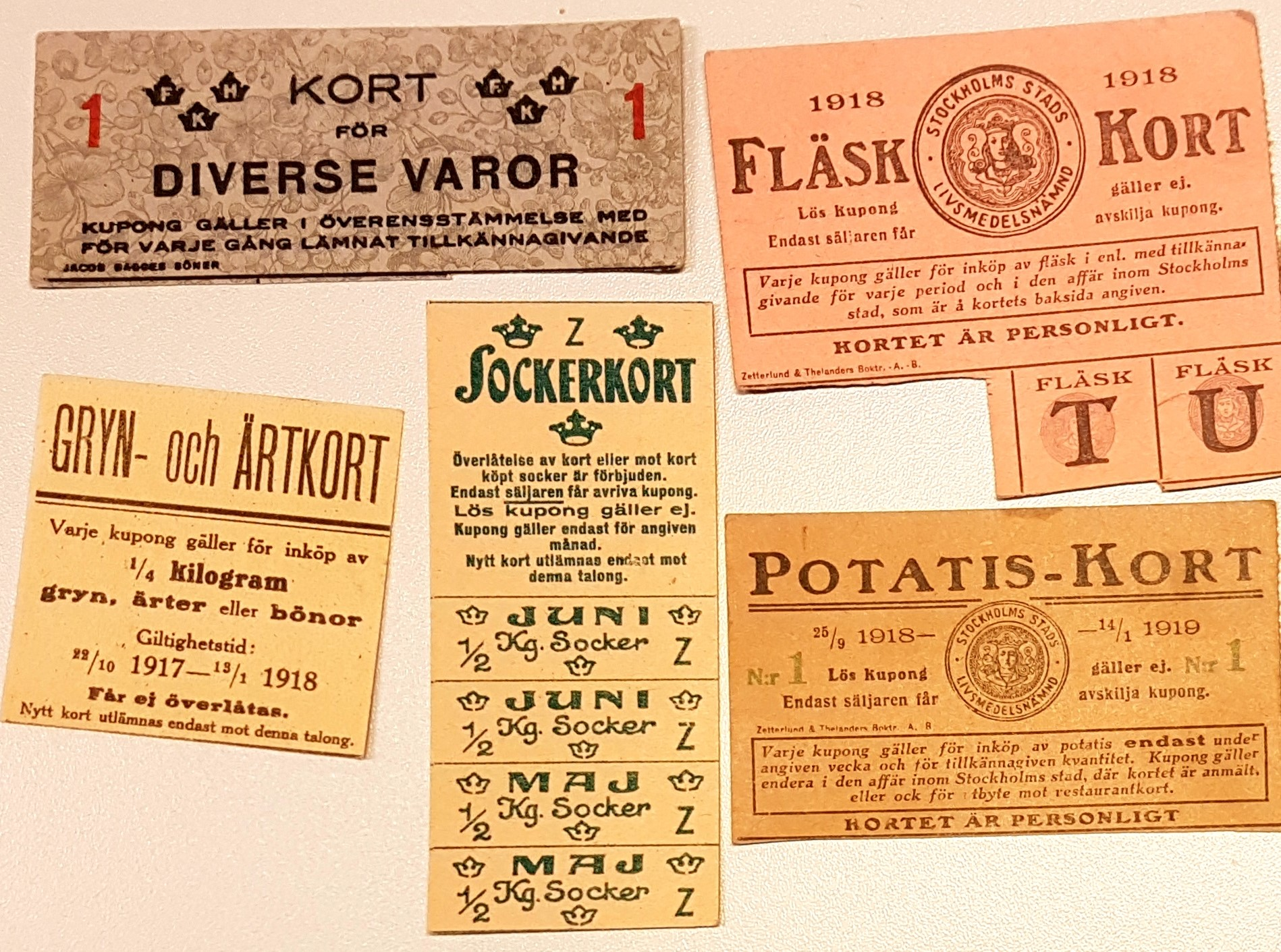
Ransoneringskuponger

Redan i augusti 1914 upprättades flera särskilda statskommissioner för de uppgifter som låg utanför statens vanliga verksamhet. Sådana var Statens industrikommission, Statens handelskommission och Statens krigsförsäkringskommission. Vidare inrättades Statens arbetslöshetskommission. Under kristidens första år var det snarare brist på arbetare än brist på arbete. Stenarbetarna med flera drabbades dock hårt av krigstidsförhållandena. För att bereda arbetstillfällen åt arbetarna vid stenhuggerierna i Bohuslän och Blekinge, där den vanliga exporten på Tyskland låg så gott som nere under kriget, anvisade riksdagen stora belopp till väganläggningar inom dessa och angränsande landskap. I samma syfte igångsatte skogsvårdsstyrelsen i Göteborg och Bohuslän, med anslag från landstinget och staten, en del arbeten med skogsodling på ljungmarker inom länet. Sedan utsträcktes även dessa nödhjälpsarbeten till angränsande län.
Krigsberedskapskommissionen utredde den ekonomiska krigsberedskapen, och Statens krigsmaterielkommission hade att organisera sambandet mellan militära myndigheter och industrin. Statens livsmedelskommission med underlydande byråer fick med anledning av bristen på livsförnödenheter i uppdrag att importera brödsäd och fodermedel, så länge det var möjligt. Kött, fläsk, ägg, smör och fisk ställdes under ransonering, och försäljningen av dessa reglerades. Folkhushållningskommissionen fick från september 1916 det viktiga uppdraget att reglera konsumtionen av socker och andra livsförnödenheter. Kommissionen tillsatte i varje län en eller flera livsmedelsstyrelser, och kommunala livsmedelsnämnder, som förut var frivilligt tillsatta på många håll, blev obligatoriska. Från och med november 1916 erhöll varje person rätt att enligt särskilda kort köpa högst ett kg socker per månad (för december två kg). Sedan staten den 8 januari 1917 lagt beslag på all brödsäd, mjöl och bröd erhöll varje jordbruksidkare 12 kg brödsäd per person i månaden och andra personer enligt särskilda "brödkort" 250 gram mjöl eller 325 gram mjukt bröd eller 200 gram hårt bröd per dag. Ökad ranson tilldelades personer med tungt arbete enligt särskilda så kallade "påbrödskort". Kaffet beslagtogs, och åtgärder vidtogs att reglera försäljningen av mjölk med mera. På spannmål sattes minimipris för att uppmuntra brödsädsodlingen. Brännvinsbränning förbjöds från 1 oktober 1917 utom i samband med pressjästberedning eller framställning av brännvin från avfallslut vid sulfittillverkning. 
1917 års klena skörd nödvändiggjorde statsbeslag på och ransonering av hö och andra fodermedel. Det var nu nära att undernäringen övergick till ren hungersnöd, men räddningen blev till att börja med Sverige fick rätt betydande mängder livsmedel från Danmark i utbyte mot järn- och trävaror.  Den avgörande räddningen undan hungersnöd blev dock det handels- och sjöfartsavtal som regeringen i maj 1918 träffade med västmakterna. Genom avtalet tillförsäkrades Sverige det allra nödvändigaste av brödsäd, fodermedel, stenkol, oljor, råvaror för industrin med mera. I gengäld fick Sverige ställa en avsevärd del av sin handelsflotta till västmakternas förfogande för transporter samt tillförsäkra ententen en viss andel av sin järnexport.
Den starkt begränsade stenkolsimporten krävde ökad vedavverkning, och staten lade för detta ändamål beslag på skogsområden i stora delar av riket, liksom även på allt flytande bränsle och stearinljus. För att reglera bränsle- och lysfrågorna upprättades en särskild Statens bränslekommission. Den hindrade fotogenimporten framkallade nya belysningsmedel, särskilt karbidlampor. För att lindra dyrtiden för de låginkomsttagarna med familjeförsörjningsplikt medgav riksdagen avsevärda lättnader i bevillningstaxeringen och därmed i kommunalskatten. För kommuner med höga kommunalskatter bereddes lindring genom statsbidrag. De kommunala livsmedelsnämnderna försökte tillhandahålla vissa förnödenheter åt mindre bemedlade för lägre pris. Våren 1917 uppstod på flera ställen oroligheter med anledning av livsmedelsfördelningen, men dessa blev snart stillade.
På bensin blev det också brist under kriget, och följden blev att all privat trafik med bensindrivna bilar, motorcyklar och motorbåtar förbjöds. Under de tre första krigsåren gick den svenska järnvägsledningens strävan ut på att så långt som möjligt tillgodose det stegrade trafikbehovet, men under år 1917 tvingades man helt lägga om kursen och försöka minska trafiken till att omfatta endast de allra nödvändigaste transporterna. Anledningen var stenkolsbristen men även den allt knappare tillgången på smörjmedel. Först drog man in så många som möjligt av de snabbaste personförande tågen, såsom varande mest bränsleslukande, och sedan sänkte man hastigheten för så gott som alla de bibehållna tågen av detta slag. Godstrafiken lämnades däremot orubbad tills fram på våren 1918, då kust-, sjö- och kanaltrafiken började komma i gång och göra näringslivet mindre beroende av järnvägarna. Då utfärdade Kungl. Maj:t på järnvägsstyrelsens förslag förbud mot transport på statens järnvägar av ett flertal olika slags tunga och skrymmande varor, särskilt trävaror (utom ved), järnvaror, sten och kol med undantag för sådana fall då de kunde finnas särskilda anledningar att ge transporttillstånd. I stället hänvisades de berörda till sjötransporter.  Det visade sig dock snart att inskränkningarna i godstransporterna vållade industrin mycket betänkligt avbräck, och fara förelåg för driftinställelser och arbetslöshet. Man måste därför göra allt vad göras kunde för att skaffa järnvägarna stenkol. Men priserna ökade drastiskt. Före kriget kostade stenkol högst 20 kronor per ton. Under 1918 ökade priset till 270 kronor.
Den allmänna prisstegringen nödvändiggjorde 1917 krigstidstillägg med 15 procent åt alla statens befattningshavare och därtill krigstidshjälp åt de lägre avlönades hustrur och barn, 1918 höjdes krigstidstillägget till 33 procent, samtidigt som detta medgavs också år statens före detta befattningshavare. Utgifterna för neutralitetsvakten och lindrandet av kristidens svårigheter mer än fördubblade statsbudgeten, och betydande summor måste av lånas upp av staten inom landet. Enbart till anskaffning av livsförnödenheter, industriella råvaror, ved och krigsförsäkring anvisade 1917 års riksdag 245 miljoner kronor av lånemedel i särskild tilläggsstat för detta år. För dem som gjort stora vinster genom affärer under kristiden beslutades 1915 om en starkt progressiv krigskonjunkturskatt. Rederinäringens höga fraktinkomster beskattades dessutom genom en särskild tonnageavgift. För spritförsäljning åsattes en accis av 30-60 öre per liter. Betydligt ökade utgifter för järnvägarna föranledde 1908 höjning av person- och godstaxor med 100–250 procent. Närmast för att få medel för statens bidrag till folkpensioneringen hade tobakshandeln redan förut gjorts till statsmonopol. Sedan värnskatten utgått under tre år ersattes den från 1918 av en extra inkomst- och förmögenhetsskatt.
En av krigstidens mest påtagliga konsekvenser var den eskalerande bostadsbristen, som också ledde till sociala och hygieniska problem. Byggverksamheten avstannade nästan helt år 1917 på grund av de abnormt uppdrivna priserna på byggmaterial. Den mest nödvändiga byggverksamheten, om än i begränsad skala, återupptogs dock tack vare staten och kommunerna som gav betydande ekonomiskt stöd för att bygga bostäder med små lägenheter i städer och stadsliknande samhällen. För att motverka att bostadsbristen skulle utnyttjas av fastighetsägare och spekulanter för att orimligt höja hyrorna infördes en lag om hyreshöjningar. Enligt denna lag gavs kommunala hyresnämnder befogenhet att reglera och fastställa hyrorna. Dock fick hyrorna inte pressas ned till en så låg nivå att de skulle motverka bostadsproduktionen och därmed försämra förhållandena för de mindre bemedlade på lång sikt. Lagen utgjorde också ett skydd för hyresgästerna mot godtycklig uppsägning av hyresavtal. Den införde också obligatorisk förmedling av smålägenheter genom hyresnämnderna eller andra kommunala myndigheter. Varje fastighetsägare var skyldig att anmäla när en sådan lägenhet blev ledig till hyresnämnden.
Fastän statsmakterna huvudsakligen var sysselsatta med åtgärder i anledning av kristiden gjordes också genomgripande lagändringar. Nya lagar antogs om äktenskaps ingående och upplösning, om äktenskaplig börd, barn utom äktenskapet och adoption, om expropriation och om skyddskoppsympning. En särskild utvisningslag utfärdades. Högsta domstolens arbetsbördor lättades genom inskränkning i rätten att fullfölja mål till högsta instans (bland annat stadgades "summa revisibilis"). För de mindre jordbruken inrättades särskilda statsunderstödda kreditkassor. Lagen om försäkring för olycksfall i arbetet utsträcktes från och med 1918 till alla som mot avlöning arbetade för annans räkning, och ett försäkringsråd för hela riket att avgöra förekommande besvär med mera upprättades. Fögderiförvaltningen omorganiserades i samband med indragning av kronofogdetjänsterna. Vid 1917 års riksdag antogs starkt ingripande förändringar i alkohollagstiftningen, så att även vin och öl sattes under försäljningskontroll. Samma år antogs ett vilande grundlagsförslag om fyraårig valperiod för andra kammaren. År 1918 beslöts om fördubbling av riksdagsmännens arvoden (för den som var bosatt på en ort där riksdag hölls höjdes arvodet med endast 50 procent). I vart och ett av de fem största departementen anställdes från och med 1918 förutom expeditionschefen en särskild statssekreterare.

## Regeringsskifte och författningsstrid
Under de första åren av första världskriget hölls i allmänhet "borgfred" mellan de politiska partierna. Vid 1914 års senare riksdag samt vid 1916–1917 års riksdagar tillsattes på K.M:ts hemställan särskilda deputerade (s.k. "hemligt utskott") för att yttra sig om den politiska ställningen, och riksdagarna avslutades inte formellt förrän nära årsskiftet, för att de deputerade skulle kunna inkallas. Under 1915 års riksdag samrådde statsministern enskilt med partiledarna och andra högt betrodda riksdagsmän. Enligt avtal bakom kulisserna behandlades utrikespolitiska frågor med stor försiktighet i kamrarna. Men under 1917 års riksdag stegrades den liberalsocialistiska oppositionen mot regeringens sätt att föra neutralitetspolitiken. Man ansåg att regeringen utan samverkan med riksdagen avgjorde viktiga ärenden, särskilt i fråga om användningen av neutralitetsanslagen, och att den visat för stor stramhet vid underhandlingarna med England om tillförseln av kol och andra nödvändighetsvaror. Samarbetet mellan stats- och utrikesministrarna blev mot slutet inte heller lyckosamt.
Ryska revolutionen (mars 1917) ökade i radikala kretsar strävandena efter en ny representationsförändring för att minska eller avskaffa första kammarens ställning, liksom även införande av politisk rösträtt för kvinnor. När riksdagen i hög grad beskurit regeringens äskanden i fråga om anslagen till neutralitetsvakten inlämnade statsrådets samtliga ledamöter i 5 mars 1917 sina avskedsansökningar. Kungen uppmanade dem att stanna kvar samt söka utjämna svårigheterna, och över 600 000 män och kvinnor frambar i en jätteadress sitt gillande av regeringens politik. Men svårigheterna kunde inte övervinnas, och den 29 mars förklarade sig ministären vidhålla sin förra ansökan. Kungen uppdrog då åt f.d. finansministern Carl Swartz (30 mars-19 oktober 1917) att som statsminister bilda en ny ministär. Förre statsministern Arvid Lindman blev utrikesminister, f.d. kammarrättsrådet Conrad Carleson finansminister och rådmannen Knut Dahlberg jordbruksminister. Från den förra ministären kvarstod utom Steno Stenberg, som blev justitieminister, endast civilministern Oscar von Sydow, men han lämnade 29 juni sin plats åt landshövdingen Walter Murray.
Den nya ministären förklarade sig vilja fullfölja den föregåendes obrottsliga neutralitetspolitik och fortsatte det svåra arbetet med reglerandet och fördelningen av tillgängliga livsförnödenheter. Samtliga partichefer inom riksdagen utfärdade 26 april en varm vädjan till nationen att med anledning av livsmedelssvårigheterna ärligt sträva efter att övervinna dessa. Genom partiella uppgörelser med de krigförande makterna och mot kompensation av svenska varor kunde inte obetydliga mängder av för Sverige nödvändiga artiklar importeras från utlandet, i synnerhet från Tyskland. Med åberopande av jus angariæ lade fransmännen beslag på sju svenska ångfartyg i franska hamnar och engelsmännen gjorde rekvisition å två svenska fartyg i England, trots den svenska regeringens protester. Tyske chargé d'affaires greve K. L von Luxburg i Buenos Aires översände i maj och juli 1917 chiffertelegram till Berlin genom den svenska legationen, vari gavs anvisning om sänkande av argentinska fartyg och förekom smädliga uttalanden om den argentinska regeringen. Telegrammen uppsnappades och offentliggjordes i september av USA:s utrikesdepartement, utan att den svenska regeringen förut fått meddelande i ärendet, och fastän Förenta staterna före sitt inträde i kriget också förmedlat telegram, riktades skarpa anklagelser mot Sveriges utrikesrepresentation, den så kallad Luxburgaffären. Den svenska regeringen, som inte gjort sig underkunnig om telegrammens innehåll, nedlade i Berlin protest mot missbruket av Sveriges förmedling, vilket i oktober föranledde ursäkter från den tyska regeringen. Telegrammens offentliggörande åsyftade tydligen att i Argentina och Sverige väcka ovilja mot centralmakterna och att påverka de svenska riksdagsvalen mot regeringen, fastän ansvaret närmast gällde den förutvarande utrikesministern.
Första kammaren avslog vänsterpartiernas yrkanden om avskaffande av den kommunala röstskalan, och på interpellation om en författningsrevision hänvisade statsministern till de kommande valen och den därefter uppstående "situationen så väl utåt som inåt". Valen till andra kammaren i september 1917 påverkades i hög grad av kristidens svårigheter. Jordbrukarnas missnöje över att deras produkter men inte flertalet industriprodukter lagts under statsbeslag yttrade sig bland annat på flera ställen i anslutning till förut obetydliga politiska bondeförbund. Bland arbetarna tävlade "högersocialister" och "vänstersocialister" om riksdagsmandaten. Valda blev 70 moderata (därav 12 från bondeförbunden), 62 liberala och 98 socialdemokrater (därav 12 vänstersocialister; deras främsta män Zeth Höglund och Carl Lindhagen föll dock igenom). Med anledning av valens utgång ingav ministären 2 oktober sin avskedsansökan. Kungen anmodade ledarna för de tre största politiska partierna att under världskrigets svårigheter söka bilda en samlingsministär. Efter samråd med partiledamöter förklarade de moderatas ledare sig vara villiga till detta, om partiskiljande principfrågor sköts åt sidan och författningsfrågan lämnades till utredning åt en parlamentarisk kommitté. Även de liberala var benägna för en samlingsministär, om denna enades om att utan dröjsmål framföra en författningsreform. Socialdemokraterna betonade detta skarpare, men då de ansåg att grundförutsättningen för en sådan koalitionsregering saknades avböjde de att medverka.
Sedan landshövdingen Johan Widén misslyckats med att åstadkomma en liberal rådkammare med ett par socialdemokratiska ledamöter uppdrog kungen åt de liberalas ledare i andra kammaren professor Nils Edén att bilda ministär (19 oktober 1917–10 mars 1920). Den kom att bestå av sju liberala och fyra socialdemokratiska ledamöter. Edén blev statsminister och f.d. statsrådet Johannes Hellner utrikesminister. F.d. civilministern Axel Schotte, f.d. jordbruksministern Alfred Petersson i Påboda och f.d. konsultativa statsrådet Bror Petrén övertog sina förra ämbeten. Advokaten Eliel Löfgren blev justitieminister och ledamoten av andra kammaren grosshandlaren Erik Nilson krigsminister. Av socialdemokraterna blev redaktör Hjalmar Branting finansminister, kaptenen friherre Erik Palmstierna sjöminister, folkskolläraren Värner Rydén ecklesiastikminister och professor Östen Undén konsultativt statsråd. Till följd av sjukdom tog Branting avsked redan 5 januari 1918 och efterträddes av den socialistiske riksdagsmannen parkföreståndaren Fredrik Vilhelm Thorsson. Regeringen offentliggjorde sitt program, innefattande som huvudpunkter: en strängt opartisk neutralitet och därmed sammanhängande handelspolitik, tryggandet av folknäringen och industrins verksamhet, efter kriget prövning av försvarsanstalternas begränsning samt snarast möjligt framläggande för riksdagen av förslag om omläggning av den kommunala rösträtten, om politisk rösträtt för kvinnor samt om revision av de s.k. rösträttsstrecken.
Fördelningen av de knappa förråden inom landet framtvingade strängare åtgärder. Transporten av fodermedel inskränktes den 14 januari 1918 och den 1 februari lades beslag på gödselmedel. Den 15 februari utfärdades förbud mot att utan tillstånd transportera spannmål, fläsk och smör på järnväg, fartyg eller genom posten. Handeln och förbrukningen av vissa beklädnadsartiklar lades under statens reglering den 12 april. Det bestämdes även att endast vissa brödtyper fick tillsaluhållas och att livsmedelsnämnderna kunde ransonera mjölken och bestämma dess pris, vilket också skedde i de större städerna, där i regel endast barn, åldringar och sjuklingar kunde få mjölk i begränsad mängd (högst 3/4 liter om dagen).
För att främja jordbrukets och dess binäringars produktion under skördeåret 1918 tillsattes den 7 december 1917 en produktionskommitté som gjorde upp förslag till betydligt höjda minimipriser vid statsinköp från odlare av under 1918 producerad spannmål, ärtor och potatis. Detta bifölls av riksdagen, och en statens odlingskommitté fick i uppdrag att leda åtgärderna för ökad produktion. Inom varje hushållningssällskaps förvaltningsutskott tillsattes ett odlingsråd och under dessa i varje landskommun en odlingsnämnd att med råd och dåd främja nyodlingar, avdikningar och andra jordförbättringar samt att övervaka jordbrukets behöriga skötsel. För detta anvisade riksdagen på regeringens hemställan 17 750 000 kr.
Av regeringens författningsförslag avslog första kammaren 27 april med 62 röster mot 36 förslaget om politisk rösträtt för kvinnor på samma villkor som för män. Förslaget om lika kommunal rösträtt för alla kommunalt röstberättigade lades fram för riksdagen. Regeringens förslag om obligatoriska fortsättningsskolor med undervisning företrädesvis i medborgarkunskap och arbetskunskap vann riksdagens godkännande. Efter mångåriga förberedelser till förbättrad fattigvårdslagstiftning antog riksdagen den 25 maj på K.M:ts förslag en ny fattigvårdslag med fattigvårdsinspektion och överflyttning av en del av fattigvårdskostnaderna från kommunerna till landstingen.
I maj 1918 upptäcktes att ett stort, icke notificerat engelskt minfält nedlagts i Kattegatt, såväl inom svenska tremilsgränsen som i det av svenska sjöfarten flitigt begagnade farvattnet mellan ögruppen Yttre tistlarna och Læsø och sydväst om Vinga fyr. Tre svenska fiskefartyg minsprängdes, varvid 14 män omkom. Svenska regeringen framförde i London en bestämd protest mot detta.

## Finlands självständighet och Ålandsfrågan
Sedan den finska lantdagen den 6 december 1917 förklarat Finland självständigt infann sig den 28 december en delegation från finska regeringen i Stockholm och anhöll om Sveriges erkännande av den nya suveräna staten. Kungen uttalade sympati för Finlands önskningar, men antydde behovet av samförstånd mellan Finland och Ryssland och hänsyn till andra makters hållning. Sedan ryska regeringen den 2 januari 1918 erkänt Finlands självständighet blev denna 4 januari erkänd också av Sverige, samma dag av Tyskland samt sedermera av Danmark, Norge, Frankrike med flera stater. 
Under Finska inbördeskriget gjorde socialdemokrater och rödgardister uppror mot Finlands ur lantdagens borgerliga majoritet bildade regering. De röda stöddes av i Finland varande ryska trupper av bolsjevikpartiet, och den 28 januari störtades den lagliga finska regeringen. De röda satte södra Finland i besittning. Genom tre av svenska regeringen utsända fartygsexpeditioner till Björneborgs hamn Mäntyluoto hemfördes till Sverige 7 och 15 februari samt 4 mars halvtannat tusental svenska undersåtar tillsammans med en del andra utlänningar i Finland, som var i stor nöd och fara till följd av revolutionen. Den vita regeringen flydde till Vasa och sände en begäran till svenska regeringen om hjälp för den att återupprätta laglig ordningen. Särskilt begärde man att få vapen och ammunition ur kronans förråd eller åtminstone rätt att få föra försvarsmateriel från andra länder genom Sverige. I en petition till statsministern anhöll 60 000 personer om att detta skulle beviljas. I vänsterkretsarna visade man sig ovillig att stödja de vita i Finland mot de finska socialdemokraterna och svenska regeringen vägrade hjälpen, som den förklarade skulle vara "en oneutral handling". Till följd av detta uppstod bland de vita i Finland mot stark misstämning mot Sverige. Över ett tusental svenska frivilliga deltog i Finska inbördeskriget på den vita sidan och ett mindre antal på den röda. En del av dessa bildade Svenska brigaden som kämpade i "de vitas" led under kriget. Under de blodiga striderna vid slaget om Tammerfors den 6 april stupade ett 60-tal av de svenska frivilliga. Av de döda fördes ett 20-tal till Stockholm och andra orter.

### Ålandsfrågan
Under Finska inbördeskriget kom Ålandsfrågan i ett nytt läge. Hos svenska regeringen infann sig den 2 februari en deputation från det stora flertalet av Ålands befolkning med en adress, undertecknad av 7 135 till myndig ålder komna män och kvinnor, vari begärdes Ålandsöarnas införlivande med Sveriges rike. Kungen mottog deputationen och uttalade den förhoppningen att Sveriges regering skulle finna en utväg att i samförstånd med Finland kunna förverkliga Ålandsbefolkningens önskan. Av fruktan för våldsamheter genom den på Åland befintliga ryska garnisonen begärde senare ombud för Ålands befolkning hjälp och skydd av Sverige.
Under den så kallade Ålandsexpeditionen 1918 skickades den 13 februari transportfartyg eskorterade av pansarbåtar för att avhämta svenska undersåtar och ålänningar, som ville bli överförda till Sverige. Till Åland anlände från Finland en av regeringens skyddskårer och strider utbröt mellan skyddskåren och ryska soldater och av dessa tillkallade finska rödgardister. Svenska regeringen sökte genom kommendörkaptenerna G. Starck och H. Åkermark samt kapten H. Elliot åstadkomma medling mellan de stridande parterna och få Åland utrymt. Den 20 och 21 februari ingicks överenskommelser, enligt vilka både ryssarna och skyddskåren omedelbart skulle lämna Åland. Det senare skulle med svenska hjälpmedel över Sverige föras till Finland, men dess vapen stanna i svenskt förvar, tills inbördeskriget i Finland var slut. Till att övervaka Ålands evakuering samt skydda befolkningen mot övergrepp avsände svenska regeringen 23 februari en bataljon infanteri och en kulsprutepluton till Åland, sedan riksdagen så gott som enhälligt gett sitt bifall till detta och anvisat en halv miljon kronor för detta. Finlands regering hade emellertid begärt och erhållit hjälp av Tyskland, varigenom Tyska trupper landsteg på Åland och i södra Finland. I och med tyskarnas ankomst överläts uppgiften att avhysa de ryska soldaterna till dem och de svenska trupperna återkallades till Sverige i maj.
Mot regeringens hållning och särskilt utrikes- och sjöministrarnas åtgöranden i Finlands- och Ålandsfrågorna, utan att beslut därom fattats i statsrådet, gjordes av de moderatas representanter i konstitutionsutskottet i form av reservationer till dess dechargebetänkande skarpa anmärkningar, vilka ytterligare betonades i dechargedebatten den 29 maj. När deltagarna i Svenska brigaden, med sin chef överste Harald Hjalmarson i spetsen, den 30 maj återkom från Finland till Stockholm, blev de med hänförelse hyllade av stadens befolkning på genomtåget från Skeppsbron till Stadion och vid mottagningsfesten där.
Hösten 1918 medförde centralmakternas sammanbrott, revolutionerna i Tyskland och Österrike-Ungern och vapenstilleståndet den 11 november, med vilket det sattes punkt för striderna under första världskriget.